# Grote kale inktzwam
De grote kale inktzwam (Coprinopsis atramentaria, synoniemen: Agaricus atramentarius, Coprinus atramentarius) is zeer algemeen voorkomende kortlevende plaatjeszwam uit de familie Psathyrellaceae.

## Beschrijving
De steel heeft geen ring. Jonge zwammen hebben een eivormige hoed, later wordt deze 5-7 cm breed en gaat klokvormig open. De hoed en lamellen rollen vanaf de rand op en vergaan. De kleur is lichtgrijs of lichtbruin. De hoed is van boven naar beneden straalsgewijs geribd, doordat de hoedplooien dicht bijeen staan.
De zwam kan in principe gedurende het hele jaar worden aangetroffen. De 1 cm brede, cilindrische steel wordt tot 9 cm hoog en heeft een verdikking aan de voet. De dicht bijeen staande lamellen worden bij rijping zwart.

## Habitat
De grote kale inktzwam komt over het algemeen voor in groepen of bundels op stronken van loofbomen of begraven hout. Men kan ze vinden in weiden, op ruderale gronden en op open terrein.

## Toepassingen
Jonge, grote kale inktzwammen zijn eetbaar, maar bevatten coprine dat dezelfde werking heeft als disulfiram. Na het nuttigen van de inktzwam in combinatie met alcohol zullen allerlei onaangename lichamelijke verschijnselen optreden. Het consumeren van alcohol dient dan ook gedurende twee dagen voor en na het eten ervan vermeden te worden.
In de tijd dat men met inkt en ganzenveer schreef, maakte men inkt door deze zwam op een bord te laten vervloeien, het nat af te gieten en wat Arabische gom en nagelolie toe te voegen en te schudden.

## Afbeeldingen

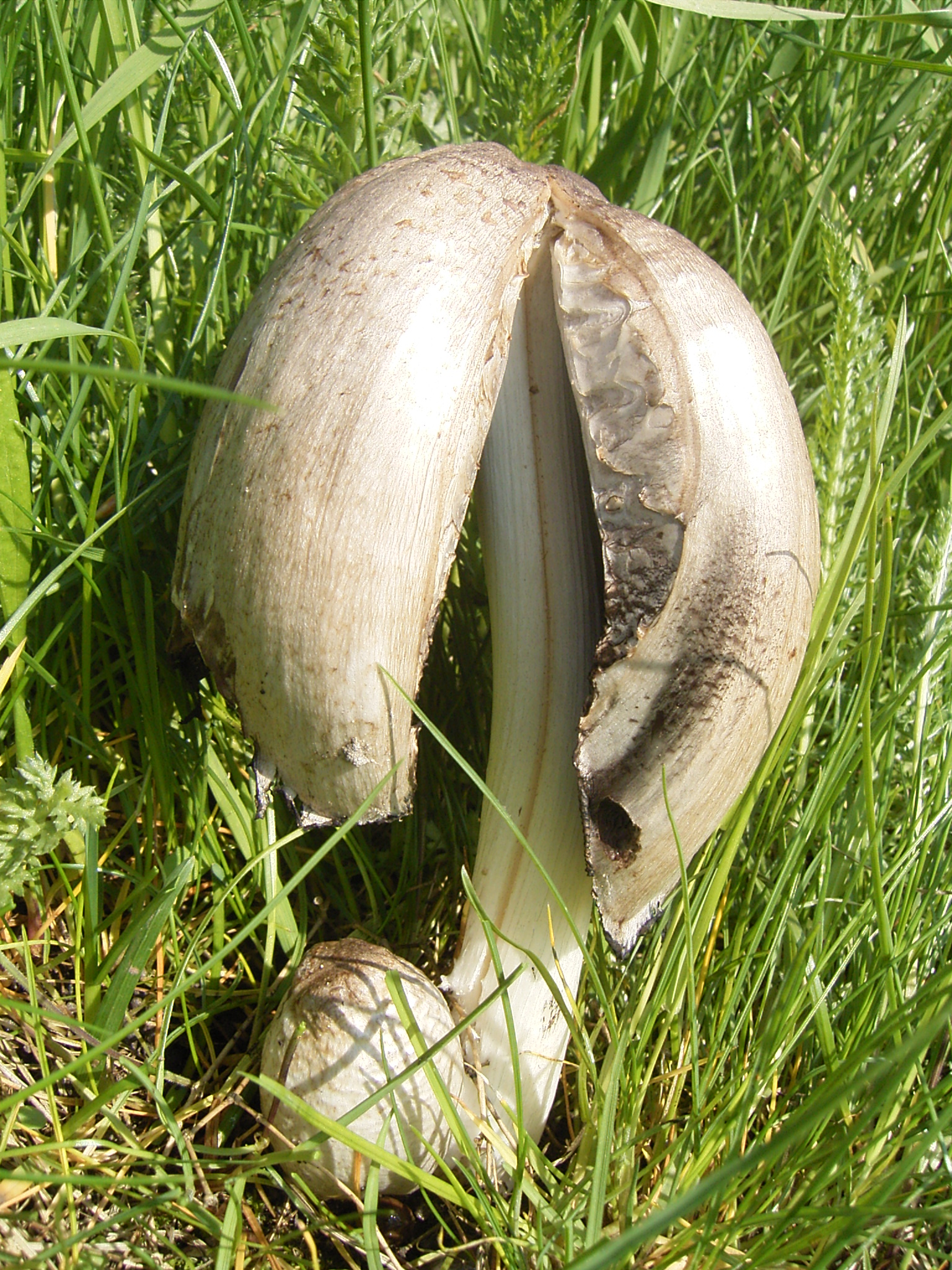
Jonge grote kale inktzwam
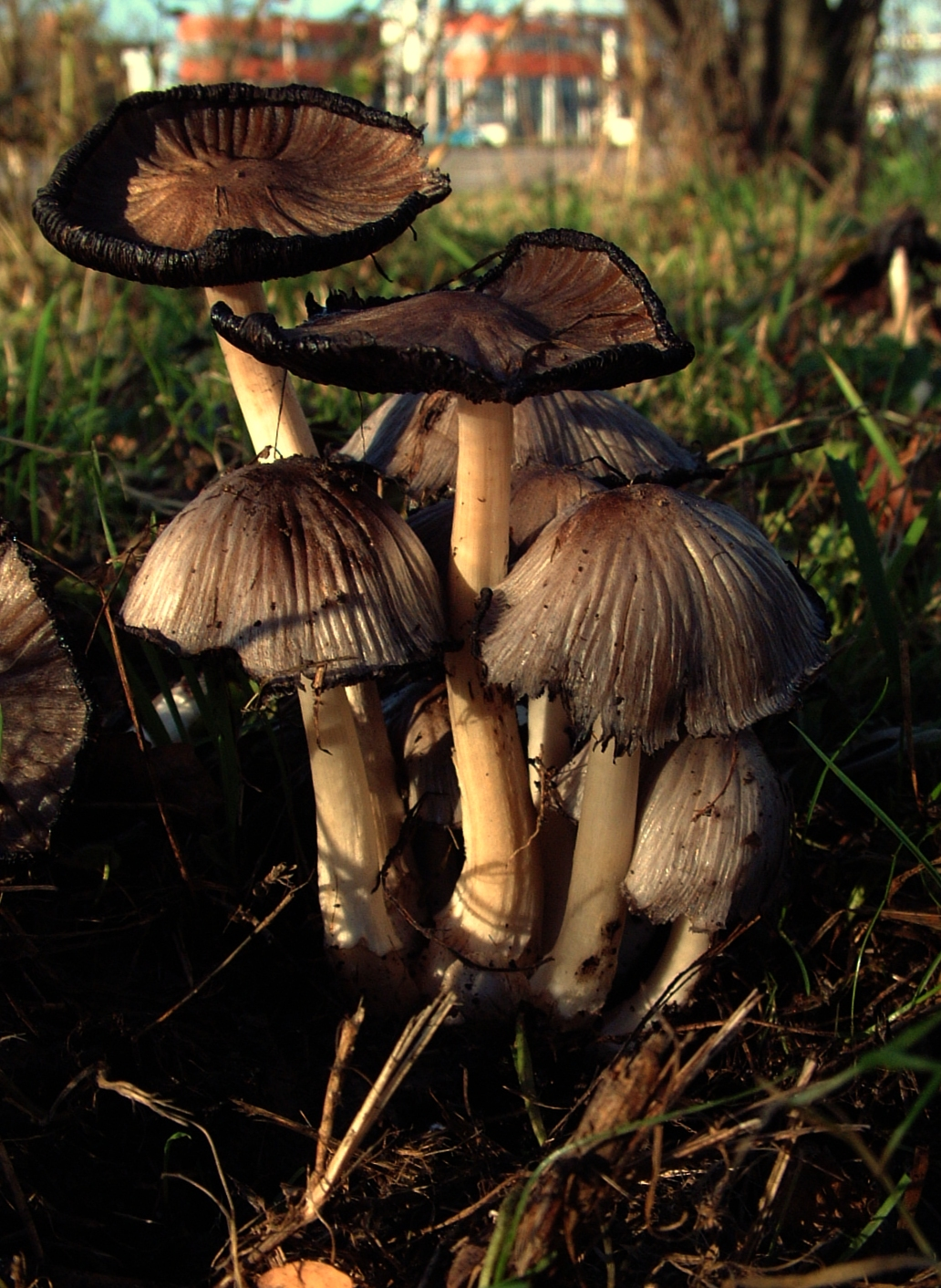
Oude kale inktzwam met vervloeiende randen